# Assé-le-Bérenger
Assé-le-Bérenger é uma comuna francesa na região administrativa da Pays de la Loire, no departamento de Mayenne. Estende-se por uma área de 11,68 km². Em 2010 a comuna tinha 467 habitantes (densidade: 40 hab./km²).